# Abdusalam Khames
Abdusalam Khames (en árabe: محمود مخلوف‎; Libia, 12 de abril de 1974) es un exfutbolista de Libia que jugaba en la posición de centrocampista.

## Carrera

### Club
| Periodo   | Club               |
| --------- | ------------------ |
| 2003-2006 | Al Olympic Zaouia  |
| 2006-2007 | Al-Ittihad Tripoli |
| 2007-2010 | Al Olympic Zaouia  |

### Selección nacional
Jugó para Libia en 17 ocasiones de 2003 a 2008 y anotó un gol, el cual fue en la derrota por 1-2 ante Costa de Marfil en El Cairo por la Copa Africana de Naciones 2006, siendo este el único gol de Libia en el torneo.

## Logros
- Liga Premier de Libia (2): 2003/04, 2006/07
- Copa de Libia (1): 2007
- Supercopa de Libia (1): 2007